# ۱۷۵۲ (میلادی)
۱۷۵۲ (میلادی) هزار و هفتصد و پنجاه و دومین سال تقویم میلادی است.
در امپراتوری بریتانیا، به علت پذیرش تقویم گریگوری این سال ۳۵۵ روز داشت ، زیرا ۳-۱۳ سپتامبر با پذیرفتن تقویم میلادی از سوی امپراتوری کنار گذاشته شد. 

## زادگان
- ۳۱ ژانویه – گاورنر موریس، سیاست‌مدار و دیپلمات آمریکایی (د. ۱۸۱۵)
- ۲۴ آوریل – هنری لاتیمر، سیاست‌مدار آمریکایی (د. ۱۸۱۹)
- ۲۳ ژوئیه – مارک-اگوست پیکتت، فیزیک‌دان و ستاره‌شناس سوئیسی (د. ۱۸۲۵)
- ۲۷ ژوئیه – ساموئل اسمیت، سیاست‌مدار آمریکایی (د. ۱۸۳۹)
- ۱۸ سپتامبر – آدرین-ماری لژاندر، ریاضی‌دان فرانسوی (د. ۱۸۳۳)
- ۲۹ آوریل – تئودور فاستر، قاضی و سیاست‌مدار آمریکایی (د. ۱۸۲۸)